# .gov
.gov è un dominio di primo livello generico. Il dominio è riservato per organizzazioni ed enti pubblici controllati dal governo degli Stati Uniti.
È uno dei primi domini introdotti nel gennaio 1985. Il dominio è amministrato dalla Cybersecurity and Infrastructure Security Agency (CISA), un'agenzia governativa del Dipartimento della sicurezza interna degli Stati Uniti d'America. Dal 2011 il registro è gestito da Verisign. Nel 2023 la gestione è passata a Cloudflare.
Poiché è utilizzato esclusivamente negli Stati Uniti d'America per istituzioni governative, federali e statali, molte nazioni definiscono un dominio di secondo livello del proprio dominio nazionale usando le abbreviazioni "gov" o "gob". Inoltre alcuni enti pubblici statunitensi, inclusi quelli sotto il controllo del Dipartimento della difesa degli Stati Uniti d'America, non possono utilizzare il dominio .gov, ma devono registrare domini .org o .mil.